# Renzo Tjon-A-Joe
Renzo Jair Tjon-A-Joe (né le 8 juillet 1995) est un nageur surinamien, spécialiste du sprint.
Étudiant à l'université d'Auburn, c'est un sino-surinamien.
Il remporte la médaille d'or du 50 m nage libre lors des Jeux sud-américains de 2018 et lors des Jeux d'Amérique centrale et des Caraïbes de 2018 en 22 s 18, record des Jeux.